# Кам'яниця Авенштоківська
Кам'яниця Авенштоківська — будинок на площі Ринок, 34 у Львові.

## Архітектура
Житловий будинок, XVII століття. Перебудований у XVIII столітті архітектором Антоном Косинським. 
Цегляний, витягнутий вглиб ділянки, чотириповерховий, з асиметричним внутрішнім плануванням. Збереглися склепіння першого поверху і два ренесансних портали. Фасад рустований, розчленований канельованими пілястрами з ліпними капітелями, вікна з протяжними наличниками увінчані на другому поверсі трикутними, а на третьому лучковими сандриками. Фасад завершено ліпним орнаментальним фризом і розвиненим карнизом з модульонами.